# بي إتش بي ماي آدمن
بي إتش بي ماي آدمن (بالإنجليزية: phpMyAdmin)‏ هي أداة حرة/مفتوحة المصدر لتمكين مديري النظام من إدارة قواعد بيانات ماي إس كيو إل على الإنترنت. يمكنها حاليا إنشاء/إلقاء قواعد البيانات، وإنشاء/إلقاء/تعديل الجداول، وحذف/تعديل/إضافة الحقول، وتشغيل أي أمر إس كيو إل، وإدارة المستخدمين والأذونات، وإدارة المفاتيح والحقول.

## وصلات خارجية
- بي إتش بي ماي آدمن على موقع Open Hub (الإنجليزية)
- بي إتش بي ماي آدمن على موقع Free Software Directory (الإنجليزية)
- بي إتش بي ماي آدمن على موقع Framasoft (الفرنسية)
- بي إتش بي ماي آدمن على موقع SourceForge (الإنجليزية)
- (بالإنجليزية) الموقع الرسمي
- (بالإنجليزية) وصلة سورس فورج